# Furetidin

Strukturformel för furetidin.

Furetidin, summaformel C21H31NO4, är ett smärtstillande preparat som tillhör gruppen opioider. Preparatet patenterades 1958. Det används inte som läkemedel i Sverige.
Substansen är narkotikaklassad och ingår i förteckningen N I i 1961 års allmänna narkotikakonvention, samt i förteckning II i Sverige.